# Campionati italiani assoluti di scherma del 1977
I Campionati italiani assoluti di scherma del 1977 sono stati organizzati dalla Federazione Italiana Scherma e si sono svolti a Pescara in Abruzzo.
Nel fioretto, si sono aggiudicati i titoli dei campionati italiani Carlo Montano, che ha bissato il titolo del 1971,  e Anna Rita Sparaciari, alla sua prima affermazione.
La competizione della spada è stata vinta da Carlo Romanelli, che si è aggiudicato il suo primo titolo nazionale maschile..
Nella sciabola Mario Tullio Montano, che ha vinto il suo secondo titolo dopo quello del 1972.
Nei campionati italiani a squadre maschili il Circolo Scherma Mestre ha vinto nel fioretto, prima affermazione, mentre il Circolo della Spada Mangiarotti di Milano ha vinto per la terza volta nella spada; nella sciabola c'è stato il successo del CUS Napoli, che ha bissato il titolo del 1970.
Il campionato italiano di fioretto a squadre femminile è andato al Club Scherma Jesi, che ha vinto il suo primo titolo nazionale a squadre di specialità.

## Podi

### Uomini
| Specialità  | Oro                                         | Argento | Bronzo |
| Individuali |                                             |         |        |
| Fioretto    | Carlo Montano                               | -       | -      |
| Spada       | Carlo Romanelli                             | -       | -      |
| Sciabola    | Mario Tullio Montano                        | -       | -      |
| A squadre   |                                             |         |        |
| Fioretto    | Circolo Scherma Mestre -                    | -       | -      |
| Spada       | Circolo della Spada Mangiarotti di Milano - | -       | -      |
| Sciabola    | CUS Napoli Ferdinando Meglio -              | -       | -      |

### Donne
| Specialità  | Oro                  | Argento | Bronzo |
| Individuali |                      |         |        |
| Fioretto    | Anna Rita Sparaciari | -       | -      |
| A squadre   |                      |         |        |
| Fioretto    | Club Scherma Jesi -  | -       | -      |